# Veliki kokotić
Veliki kokotić (kokotac, kokotić, lat. Delphinium), veliki rod s 500 vrsta trajnica iz porodice žabnjakovki. Svi kokotići su otrovni jer sadrže alkaloid delfinin.
Ovaj rod raspršen je po gotovo čitavoj Euroaziji i velikim dijelovima Sjeverne Amerike i Afrike. Nekoliko vrsta raste i po Hrvatskoj, među njima sredozemni veliki kokotić (D. staphisagria), strani veliki kokotić  (D. peregrinum), dlakavi veliki kokotić (Delphinium halteratum), rascjepkani veliki kokotić (D. fissum) i još neki.
Ime roda potječe od starogrčke riječi 'delphis', što znači dupin. Opisan je u Species Plantarum 1: 530. 1753. (1 May 1753). Kokotić je hrvatsko ime za rod Consolida, danas je uklopljen rod Delphinium.

## Vrste
Vidi Popis vrsta roda Delphinium

## Sinonimi
- Aconitella Spach; Hist. Nat. Vég. 7: 358 (1838)
- Aconitopsis Kem.-Nath.; Trav. Inst. Bot. Tbilissi, Acad. Sci. URSS, Fil. Georgienne 7: 125 (1940)
- Calcatrippa Heist.; Syst. 8 (1748)
- Ceratostanthus Schur; Verh. Sieb. Ver. Naturf. (1853) 46, et Enum. Pl. Transs. 30 (1866)
- Chienia W.T.Wang; Acta Phytotax. Sin. 9: 103 (1964)
- Consolida Gray; Nat. Arr. Brit. Pl. 2: 711 (1821 publ. 1822)
- Delphidium Raf.; Amer. Monthly Mag. & Crit. Rev. 1: 356 (1817)
- Delphinastrum Spach; Hist. Nat. Vég. 7: 336 (1838)
- Diedropetala Galushko; Novosti Sist. Vyssh. Rast. 13: 251 (1976)
- Phledinium Spach; Hist. Nat. Vég. 7: 351 (1838)
- Phtirium Raf.; Précis Découv. Somiol.: 29 (1814)
- Plectrornis Raf. ex Lunell; Amer. Midl. Naturalist 4: 361 (1916)
- Pseudodelphinium H.Duman, Vural, Aytaç & Adigüzel; Turkish J. Bot. 36: 428 (2012)